# Põlva vald
Põlva vald is een gemeente in de Estlandse provincie Põlvamaa. De gemeente telde 13.534 inwoners op 1 januari 2023 en heeft een oppervlakte van 705,89 vierkante kilometer. De hoofdplaats is de stad Põlva.
Põlva vald was tot in oktober 2017 een zogenaamde ‘ringgemeente’ (rõngasvald), een gemeente rondom een plaats die als bestuurscentrum fungeert, maar er zelf niet bijhoort; in dit geval was dat de stad Põlva. In die maand werd de stad Põlva echter bij de gemeente Põlva vald gevoegd, net als de gemeenten Ahja, Mooste, Laheda en Vastse-Kuuste.
Op het grondgebied van Põlva vald ligt aan de rivier de Ahja een tweetal bekende zandsteenontsluitingen Suur Taevaskoda en Väike Taevaskoda. De formaties zijn 24,5 respectievelijk 13 meter hoog en vormen een belangrijke toeristische trekpleister. Hun naam betekent ‘hemelhuis’. In Väike (= klein) Taevaskoda bevinden zich twee grotten, de Emalätte (‘moederbron’) en de Neitsikoobas (‘maagdengrot’).
De spoorlijn Tartu - Petsjory loopt door de gemeente en heeft stations in Vastse-Kuuste, Valgemetsa, Kiidjärve, Taevaskoja, Põlva en Holvandi.

## Plaatsen
De gemeente telt:
- één plaats met de status van stad (Estisch: linn): Põlva;
- drie plaatsen met de status van vlek (Estisch: alevik): Ahja, Mooste en Vastse-Kuuste;
- 70 plaatsen met de status van dorp (Estisch: küla): Aarna, Adiste, Akste, Andre, Eoste, Himma, Himmaste, Holvandi, Ibaste, Jaanimõisa, Joosu, Kaaru, Kadaja, Kähri, Kanassaare, Karilatsi, Kärsa, Kastmekoja, Kauksi, Kiidjärve, Kiisa, Kiuma, Koorvere, Kosova, Lahe, Laho, Leevijõe, Logina, Loko, Lootvina, Lutsu, Mammaste, Meemaste, Metste, Miiaste, Mõtsküla, Mustajõe, Mustakurmu, Naruski, Nooritsmetsa, Orajõe, Padari, Partsi, Peri, Pragi, Puskaru, Puuri, Rasina, Roosi, Rosma, Säässaare, Säkna, Savimäe, Soesaare, Suurküla, Suurmetsa, Taevaskoja, Tännassilma, Terepi, Tilsi, Tromsi, Uibujärve, Valgemetsa, Valgesoo, Vana-Koiola, Vanaküla, Vanamõisa, Vardja, Viisli, Vooreküla

Landgemeenten: Kanepi · Põlva · Räpina